# Gli atroci (album)
Gli Atroci è il primo album del gruppo musicale heavy metal demenziale Gli Atroci, pubblicato nel 1999.
L'album è composto quasi interamente da canzoni precedentemente incluse nei 2 precedenti demo La capra vagante e L'era del metallo bianco. L'album contiene 18 tracce. Alcune di esse sono pezzi in spoken word, recitati da Roberto "Freak" Antoni, ex membro degli Skiantos.

## Tracce
1. L'avvento - 1:50
2. Arrivano gli untori - 4:27
3. Curati la gotta - 3:21
4. Le cavallette - 0:38
5. Peppino l'usuraio - 4:43
6. Il proclama - 0:55
7. I guerrieri del metallo (Parte I) - 7:23
8. Quel motel in fondo alla palude - 1:11
9. Voglio vederti morire - 2:18
10. Al bar - 0:18
11. La mamma è importante - 5:13
12. I guerrieri del metallo (Parte II) - 2:04
13. A.I.M. (Alvaro il metallaro) - 4:21
14. Il muro - 6:03
15. Le malattie - 5:10
16. Il camposanto - 0:26
17. I tuoi amici atroci . 4:48
18. La fuga - 2:09

## Formazione
- Il Profeta - voce
- La Bestia Assatanata - chitarra
- L'Orrendo Maniscalco - basso
- Il Fabbro Satanico - batteria
- Il Professor Tetro - tastiera, sintetizzatori
- Il Boia Malefico - cori
- Il Nano Merlino - cori